# Garstedt
Garstedt là một đô thị của huyện Harburg bang Niedersachsen nước Đức. Diện tích là 14,93 km2. Dân số cuối năm 2006 là 1445 người.